# Capitolio del Estado de Utah
El Capitolio del Estado de Utah (en inglés Utah State Capitol) es la casa de gobierno del estado estadounidense de Utah. El edificio alberga las cámaras y oficinas de la Legislatura del Estado de Utah, las oficinas del gobernador, el vicegobernador, el fiscal general, el auditor del Estado y su personal. El capitolio es el edificio principal del Complejo del Capitolio del Estado de Utah, que se encuentra en Capitol Hill, con vista al centro de Salt Lake City.
El edificio de estilo corintio y neoclásico fue diseñado por el arquitecto Richard K. A. Kletting y construido entre 1912 y 1916. Fue agregado al Registro Nacional de Lugares Históricos en 1978. A partir de 2004, se sometió a un importante proyecto de restauración y renovación. El proyecto agregó dos nuevos edificios al complejo mientras restauraba muchos de los espacios públicos de la capital a su apariencia original. Uno de los proyectos más grandes durante la renovación fue la adición de un sistema de aislamiento sísmico que permitirá que el edificio sobreviva hasta un terremoto de magnitud 7,3. Una vez finalizadas las renovaciones, el edificio fue reinaugurado y reanudó su funcionamiento normal en enero de 2008.

## Primeras casas de gobierno

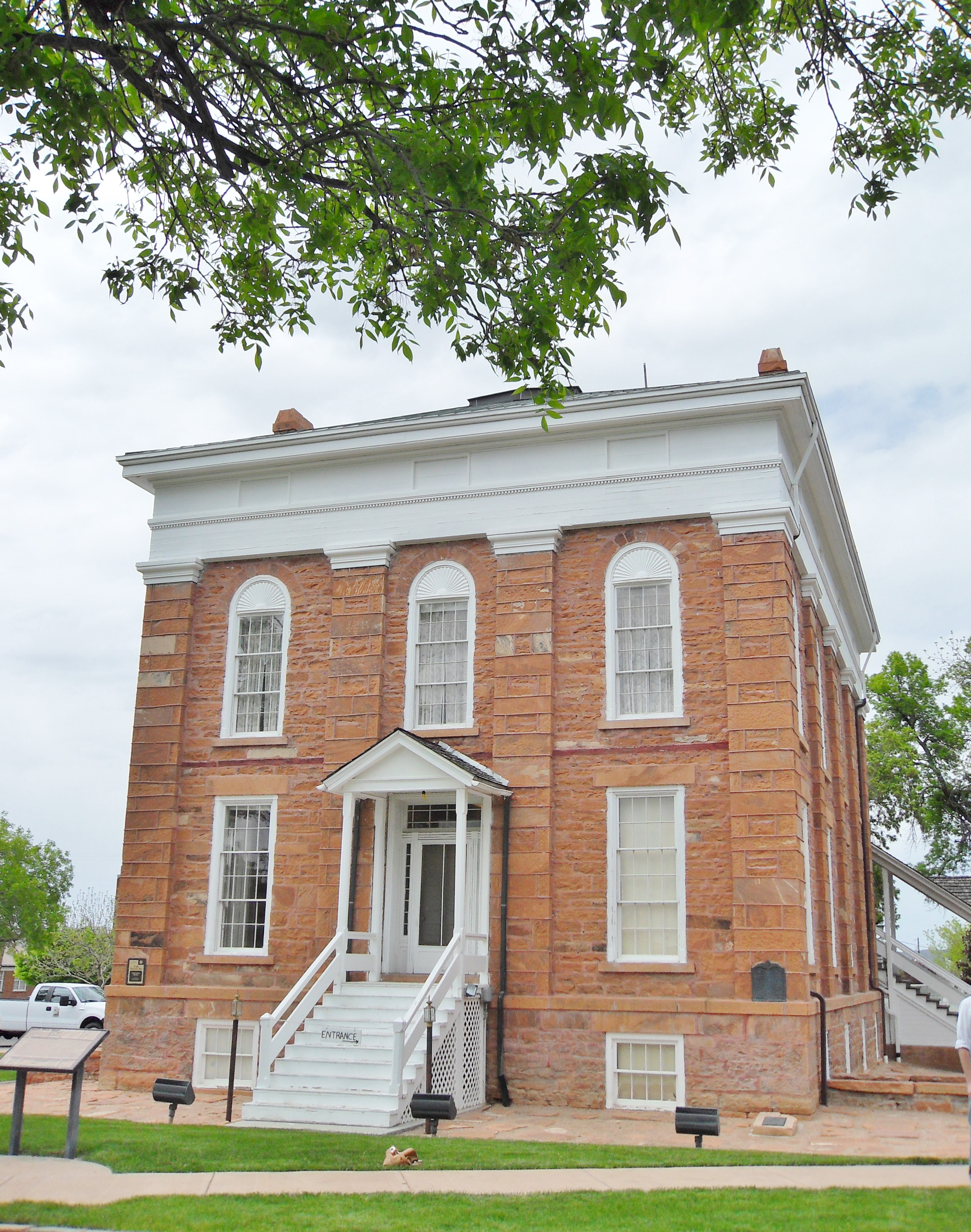
La Cámara de Representantes Territorial de Utah

Los primeros colonos europeos llegaron a lo que se convertiría en Utah el 24 de julio de 1847, que ahora se conmemora como el Día de los Pioneros en el estado. Estos colonos, pioneros mormones liderados por Brigham Young, apelaron al Congreso de los Estados Unidos por la condición de estado en 1849, pidiendo convertirse en el estado de Deseret. Su propuesta fue denegada, pero recibieron cierto reconocimiento en septiembre de 1850 cuando el gobierno de los Estados Unidos creó el Territorio de Utah como parte del compromiso de 1850. Se creó una asamblea territorial, conocida como la Legislatura Territorial de Utah, para ser el órgano de gobierno del territorio. La asamblea se reunió en varios edificios, incluida la Casa del Consejo, que originalmente se había construido para servir como capital del estado provisional de Deseret, hasta que se construyó el primer edificio del capitolio.
Uno de los primeros actos oficiales de la asamblea fue designar una ciudad capital para el territorio. El 4 de octubre de 1851, el condado de Millard y su capital, Fillmore, se crearon en el vacío Pavant Valley para este propósito. El área fue nombrada por el entonces actual presidente Millard Fillmore. Su ubicación centralizada en el territorio lo hacía parecer un lugar ideal para la capital de Utah. La construcción comenzó en el primer edificio del capitolio de Utah, conocido como la Casa del Estado Territorial de Utah, el próximo año. El edificio fue diseñado por el arquitecto de la Iglesia SUD Truman O. Angell, y fue financiado con 20.000 dólares (unos 497.000 dólares de la actualidad) asignados por el Congreso de los Estados Unidos. Los 20.000 dólares no fueron suficientes para pagar el capitolio como fue diseñado, por lo que solo se completó el ala sur. En diciembre de 1855, la quinta legislatura territorial de Utah se reunió en el edificio (sería la primera y única sesión completa en Fillmore). Al año siguiente, la sexta Legislatura Territorial de Utah se reunió una vez más en la Cámara de Representantes, pero la sesión se trasladó a Salt Lake City después de que los legisladores se quejaron de la falta de viviendas e instalaciones adecuadas en Fillmore. Como resultado, en diciembre de 1856, Salt Lake City fue designada capital de Utah y la casa estatal de Fillmore fue abandonada. Varios edificios en Salt Lake City luego sirvieron como hogares temporales para la legislatura estatal y oficinas para los funcionarios estatales, incluida la Casa del Consejo que se usó anteriormente y, a partir de 1866, el Salón del Consejo de la Ciudad de Salt Lake.

## Historia del Capitolio

### Primeros intentos de construir un capitolio

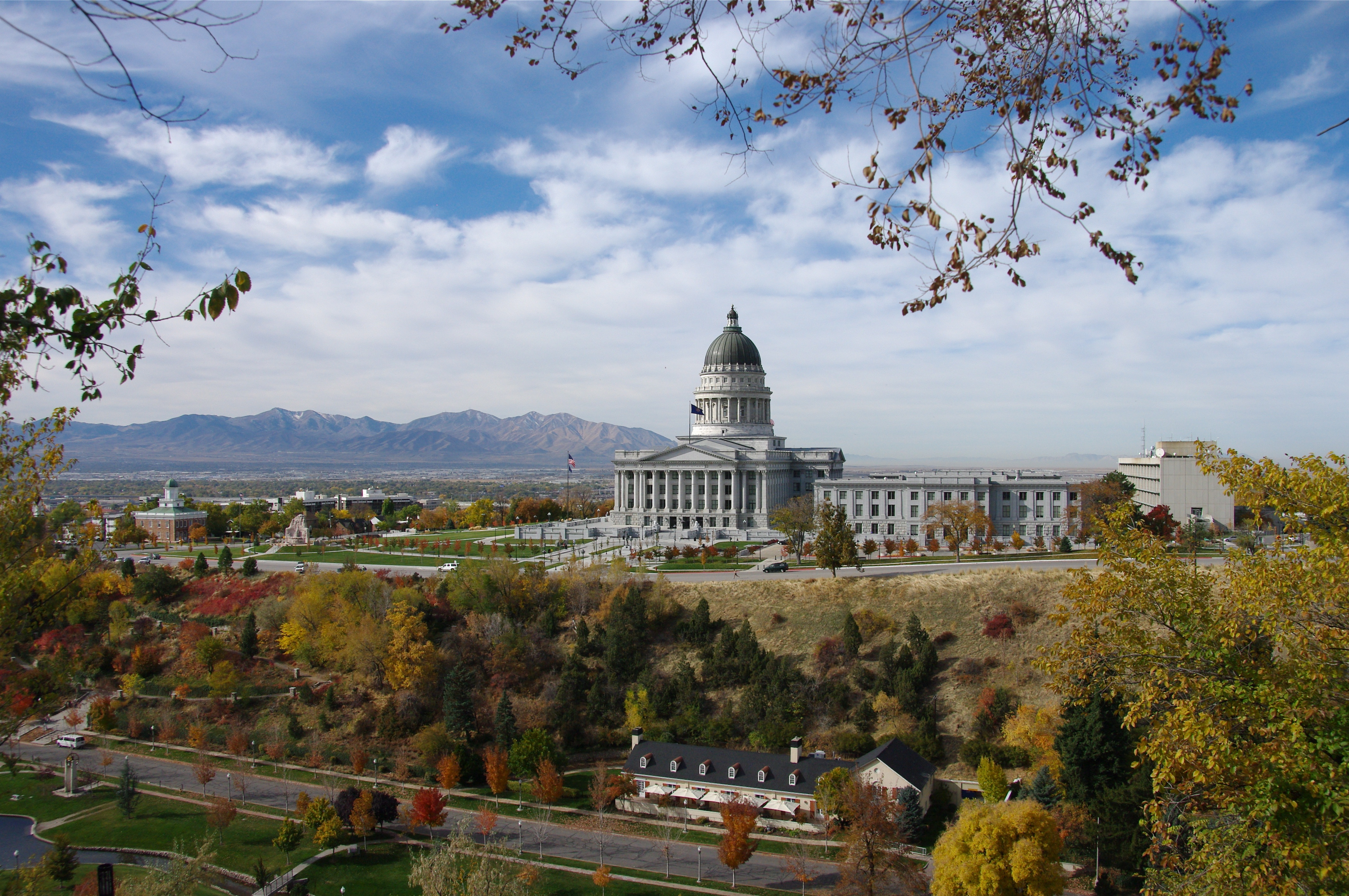
Capitol Hill mirando al oeste

Con el paso del tiempo, esos edificios más pequeños se volvieron inadecuados, por lo que varios líderes locales y empresarios comenzaron a pedir un nuevo edificio del capitolio permanente. Varias de estas personas solicitaron que Salt Lake City donara alrededor de 80.937 m² de tierra, específicamente un área conocida como Arsenal Hill, justo al norte de la intersección de las calles State y Second North. El Ayuntamiento de Salt Lake respondió aprobando una resolución el 1 de marzo de 1888, donando la propiedad al gobierno territorial. Se creó una "Comisión del Capitolio" para revisar el proceso de diseño y construcción del nuevo edificio. La comisión seleccionó a Elijah E. Myers, quien también diseñó los capitolios estatales de Míchigan, Texas y Colorado, para diseñar el edificio de Utah. Los planes se terminaron en 1891, pero finalmente fueron rechazados debido al costo estimado de 1 millón de dólares (equivalente a 26,4 millones de la actualidad). Los planes para un edificio del capitolio se retrasaron luego de la aprobación de una Ley de habilitación que permitía a los habitantes de Utah comenzar los planes para acceder a la condición de estado de Estados Unidos. El 4 de enero de 1896 se concedió a Utah la condición de estado, y el edificio de Salt Lake City y el condado se utilizó como edificio del capitolio del nuevo estado.

### El proceso de diseño y planificación
Para 1909 aún no se había construido ningún capitolio y el gobernador William Spry, reconociendo que Utah era uno de los pocos estados sin un edificio del capitolio, envió una propuesta a la legislatura estatal solicitando la creación de una nueva comisión para supervisar la construcción de un capitolio. Durante la sesión legislativa de ese año se creó la comisión y se hicieron esfuerzos para obtener fondos para la construcción. Se elaboró un proyecto de ley de asignaciones, que usaría un impuesto predial de un molino, pero falló en una votación popular requerida en junio. También se investigaron las opciones de financiación en forma de bonos y préstamos. En 1910 la constitución del estado fue enmendada para permitir la unión para el edificio del capitolio, y en 1911 un proyecto de ley que autoriza 1.305.000 dólares (equivalente a 26,3 millones de dólares de la actualidad) en bonos se presentó a la legislatura estatal. El proyecto de ley fue aprobado por ambas cámaras después de que la cantidad se redujera a 1 millón de dólares (equivalente a 20,2 millones de dólares de la actualidad) y fue promulgada por el gobernador en la primavera de 1911. Los fondos también se incrementaron cuando el presidente de Union Pacific Railroad, Edward Henry Harriman, murió en 1909, y su viuda tuvo que pagar un impuesto de herencia del cinco por ciento al estado de Utah. Union Pacific había ayudado a construir el Ferrocarril Transcontinental, que se completó en Utah, y Harriman había invertido 3.5 millones en el sistema de tranvía eléctrico de Salt Lake City. Debido a estas inversiones dentro del estado, la Sra. Harriman pagó al tesorero del estado 798.546 dólares (equivalente a 16,2 millones de dólares de la actualidad) el 1 de marzo de 1911, según lo exige la ley.
Una vez asegurada la financiación, la comisión inició el proceso de diseño del edificio y los terrenos. Los Hermanos Olmsted de Massachusetts fueron elegidos para proporcionar el diseño del paisaje y el plano del sitio. Mientras se investigaban las opciones para el sitio en Capitol Hill, varios miembros de varios comités expresaron su preocupación con el sitio propuesto, debido principalmente al costo de nivelación de la ladera empinada. En diciembre de 1911, se organizó un comité de tres personas para considerar otras ubicaciones para un edificio del capitolio. Uno de los sitios más populares considerados estaba ubicado en Fort Douglas, cerca de la actual Universidad de Utah, mientras que otros propusieron ubicar el edificio en el centro de Salt Lake City, cerca del edificio de la ciudad y el condado. Al final, se decidió construir en los 80.937 m² sitio conocido como Capitol Hill, e intento de adquirir propiedad circundante para el campus del capitolio. Conscientes de la demanda de sus propiedades, varios propietarios cobraron al estado precios exorbitantes por la propiedad necesaria para completar el sitio.
Incluso cuando surgieron preguntas sobre la ubicación del sitio y se avanzó en los planos del sitio, se inició el diseño del edificio. La comisión decidió realizar un concurso de diseño, una práctica común en muchos edificios públicos de esa época. Se creó un programa para la competencia con requisitos de diseño como los pies cuadrados requeridos, el número deseado de pisos y la estipulación de mantener el costo total por debajo de 2 millones de dólares (equivalente a 40,5 millones de dólares de la actualidad). El programa fue aprobado el 30 de agosto de 1911 y se envió información a estudios de arquitectura. Los interesados respondieron y la comisión seleccionó a 24 empresas para competir. Debido a que la compensación fue menor a la esperada, varios contendientes se retiraron de la competencia y la comisión redujo aún más la lista a ocho empresas. Los diseños finales del edificio debían presentarse el 12 de enero de 1912, menos de cinco meses después de que se seleccionaran los finalistas. Después de que se presentaron los diseños, la comisión se reunió varias veces para discutir sus selecciones, y se pidió a algunos arquitectos que hicieran presentaciones. Después de dos meses, la comisión redujo la lista de diseños a solo dos, los presentados por Richard KA Kletting y Young & Sons, ambos de Salt Lake City. El 13 de marzo de 1912, la comisión hizo su voto final y seleccionó el diseño de Richard Kletting por cuatro votos contra tres. Después de su nombramiento como arquitecto del capitolio, Kletting viajó a varias capitales en el este de los Estados Unidos, incluido el Capitolio del Estado de Kentucky, que influyó en sus diseños finales. Sus primeros planos de trabajo para el edificio vencen el 15 de julio de 1912.

### Construcción
Después de que Kletting produjo planes más detallados, se pusieron a disposición de los contratistas interesados en licitar para trabajar en el capitolio. Las ofertas presentadas se abrieron el 3 de diciembre de 1912 en el Club Comercial de Salt Lake y James Stewart & Company recibió el contrato como contratista general el 19 de diciembre de 1912. PJ Morgan recibió el contrato para la excavación y nivelación del sitio, y la ceremonia de inauguración del capitolio tuvo lugar el 26 de diciembre de 1912. Se tuvo que excavar una gran cantidad de tierra de la ladera, ya que el lado este del sitio era tan alto como el cuarto piso planificado del edificio. La excavación se realizó con una pala de vapor que se hundió en la ladera llenando su gran cucharón, después de lo cual dio la vuelta y vació la tierra en un tren Dinkey temporal. El pequeño tren luego llevó el suelo al cercano Cañón City Creek, donde fue arrojado. Después de nivelar y excavar la base del edificio, se inició el trabajo en los cimientos. El capitolio se construiría de piedra, con una superestructura de hormigón y acero.
En la primavera de 1913, los cimientos y las paredes del sótano estaban en su lugar, y se estaban instalando las columnas de acero y los marcos de madera para el concreto. Se habían construido numerosas pequeñas tiendas y oficinas en la colina que rodea el sitio para apoyar los esfuerzos de construcción, junto con numerosas pequeñas líneas de ferrocarril que transportaban piedra, concreto mezclado y otros suministros. Los contratistas alquilaron un derecho de paso en Little Cottonwood Canyon, que originalmente tenía una vía de ferrocarril de las minas en Alta, y construyeron un nuevo ferrocarril para transportar granito desde la cantera del cañón hasta el sitio del capitolio. El 4 de abril de 1914, el gobernador William Spry presidió la ceremonia de colocación de la piedra angular, que se colocó en la parte superior de los escalones del sur y estaba llena de registros y fotografías que documentaban la construcción del edificio y la cultura de Utah.
A fines del verano de 1914, el sótano, el segundo piso y las paredes exteriores estaban casi terminados. Se estaban instalando las columnas y el trabajo avanzaba en la cúpula, incluida su cobertura con cobre de Utah. La comisión del capitolio impulsó el trabajo hacia adelante, esperando que la undécima sesión de la Legislatura pudiera reunirse en el edificio el año siguiente. Pero, cuando terminó 1914, el trabajo no había progresado lo suficiente y cuando la legislatura se reunió el año siguiente, lo hizo en Salt Lake City and County Building, hasta el 11 de febrero de 1915, cuando la sesión se trasladó al nuevo capitolio. A pesar de que la legislatura se estaba reuniendo en la capital, tomó más de un año terminar el resto del edificio lo suficiente como para que los funcionarios ejecutivos y judiciales ocuparan el edificio. Una vez finalizado el trabajo, el capitolio se dedicó públicamente el 9 de octubre de 1916. El costo de construcción original fue de 2.739.538 dólares equivalente a 45,1 millones de dólares de la actualidad) y el costo de reemplazo se estima en 310.000.000 (equivalente a 5,1 millones de dólares de la actualidad). El capitolio fue incluido en el Registro Nacional de Lugares Históricos en 1978. Está incluido en el Distrito Histórico de Capitol Hill, un distrito histórico que también figura en el Registro Nacional. 

### Alteraciones posteriores
Desde su finalización en 1916, la capital ha sufrido numerosas modificaciones, todas de diferente escala.

#### Renovación y restauración
En el verano de 2004, el capitolio cerró por una extensa renovación, que incluyó trabajos de restauración y una mejora sísmica. La renovación se guio por tres objetivos principales, primero fortalecer la estructura para resistir hasta un terremoto de magnitud 7.3, luego restaurar los detalles arquitectónicos y artísticos originales del edificio, todo mientras conserva la funcionalidad después de la renovación. El 7 de agosto de 2004, el día antes del cierre del capitolio, se llevó a cabo un "Día del Descubrimiento del Capitolio", y se invitó al público a visitar el capitolio y conocer los cambios que se estaban realizando y por qué el proyecto era necesario. Para el 8 de agosto, el día en que cerró el capitolio, la renovación ya había comenzado en ciertos lugares alrededor del Capitolio. En 2002, después de los Juegos Olímpicos de Invierno de 2002, algunos edificios agregados al campus del capitolio, como el edificio circular de la cafetería, fueron demolidos y se inició la construcción de dos nuevos edificios. Estos dos edificios, construidos al norte del capitolio, servirían como oficinas temporales durante la restauración de la estructura. Gran parte del asbesto en el exterior del edificio (utilizado para impermeabilizar la cúpula) había sido eliminado ese verano por reclusos de la Prisión Estatal de Utah, que trabajaban en el programa de Industrias Correccionales de Utah.
Algunas de las principales mejoras realizadas durante la renovación incluyeron la actualización o reemplazo de los sistemas de calefacción, refrigeración, plomería y eléctricos. Muchas habitaciones de la estructura se restauraron a su tamaño original, habiéndose dividido en habitaciones más pequeñas con el tiempo; mientras que otros, como la Cámara del Senado, se ampliaron. Las habitaciones se volvieron a pintar con sus colores originales y se instalaron alfombras nuevas, a juego con las originales de 1916. Las 550 ventanas originales habían sido reemplazadas por ventanas con molduras de aluminio a principios de la década de 1960, y durante la restauración fueron reemplazadas por ventanas replicadas con molduras de caoba, de bajo consumo y, en algunas áreas, a prueba de balas. Se restauraron los muebles originales y se compraron muebles nuevos de época. El piso de la rotonda originalmente incluía vidrio, lo que permitía que la luz pasara desde los tragaluces hasta el primer piso, y el vidrio se restauró durante las renovaciones.
Un área que recibió mucha atención fue la cúpula del edificio. El tambor de la cúpula, o base circular, experimentó fugas de agua durante muchos años. Al contrario del diseño del arquitecto Kletting, el estado había utilizado estuco y yeso, en lugar de terracota, para dar la apariencia de piedra en el exterior de la cúpula. Con el tiempo, el yeso se deterioró y permitió la penetración de agua que dañó los murales interiores. En un esfuerzo por detener esto, el estado había cubierto el área del tambor con una capa de asbesto. Durante la restauración, se eliminó el asbesto y la terracota real reemplazó el yeso y el estuco que goteaban. En la estructura interior de la cúpula, se instaló un sistema de protección catódica para evitar más daños al hormigón y al acero. El sistema utiliza una red de ánodos eléctricos para inducir una pequeña corriente eléctrica en el acero, alterando el ciclo electrolítico y ralentizando el proceso de corrosión. Para ayudar a aumentar la resistencia de la cúpula, se aplicó un nuevo muro de hormigón proyectado de seis pulgadas sobre el hormigón existente dentro de la estructura de la cúpula.
Podría decirse que la mayor parte de la renovación fue mejorar la resistencia del edificio a los daños causados por el terremoto. Se instaló un sistema de aislamiento de base debajo del edificio para brindar esta protección. El sistema de aislamiento del edificio está compuesto por una red de 280 aisladores de base, cada uno de 50,8 cm alto y entre 91,4 cm y 111,8 cm de diámetro. La instalación de los aisladores requirió excavar la tierra alrededor y debajo del capitolio, exponiendo los cimientos y los cimientos. Las columnas de soporte de hormigón originales se unieron luego a una red de nuevas vigas de transferencia de carga, que se extendían horizontalmente desde debajo del edificio y se apoyaban en pilotes debajo y a lo largo del perímetro del capitolio. Luego, las columnas de soporte se separaron de las zapatas originales, dejando el edificio asentado sobre las vigas de transferencia de carga y los pilotes. Se vertió una nueva estera de hormigón alrededor y encima de las zapatas originales, dejando un espacio entre las nuevas vigas de transferencia de carga y la estera de hormigón. Luego, los aisladores de la base se instalaron en la parte superior de la estera de concreto, directamente sobre las bases cubiertas. Una vez instalados todos los aisladores, se retiraron los soportes temporales entre los pilotes y las vigas de transferencia de carga, dejando que las vigas se asienten directamente sobre los aisladores, que se asientan sobre la base de la estera de hormigón. Los aisladores están hechos de capas de caucho laminado y son muy fuertes verticalmente pero no horizontalmente, lo que permite que el edificio se balancee suavemente hacia adelante y hacia atrás a medida que el suelo debajo se mueve durante un terremoto.
Varias otras mejoras durante la renovación ayudarán a mejorar la estabilidad del edificio, incluida la adición de muros de corte de hormigón dentro de la estructura. Las paredes transparentes evitarán que el edificio se tuerza o distorsione, lo que podría causar un colapso a medida que se mueve durante un terremoto. Las paredes escarpadas se instalaron en conductos de ventilación vacíos que quedaron de la construcción original y dentro de nuevos conductos de ascensores y escaleras. Las columnas de granito a lo largo del exterior de la estructura también estaban en peligro de doblarse durante un evento sísmico y, como resultado, las juntas se inyectaron con un adhesivo epoxi durante los trabajos de renovación.
La innovadora restauración y mejora fue la primera de su tipo a una escala tan grande. El costo final fue de 260 millones de dólares (equivalente a 324 millones de dólares de la actualidad) que no incluyó la construcción de dos edificios de oficinas legislativas adicionales en el campus del capitolio a un costo de 37 millones de dólares cada uno (equivalente a 46,2 millones de dólares de la actualidad). El capitolio se volvió a dedicar el 4 de enero de 2008 y se abrió al público al día siguiente.

## Arquitectura

### Exterior

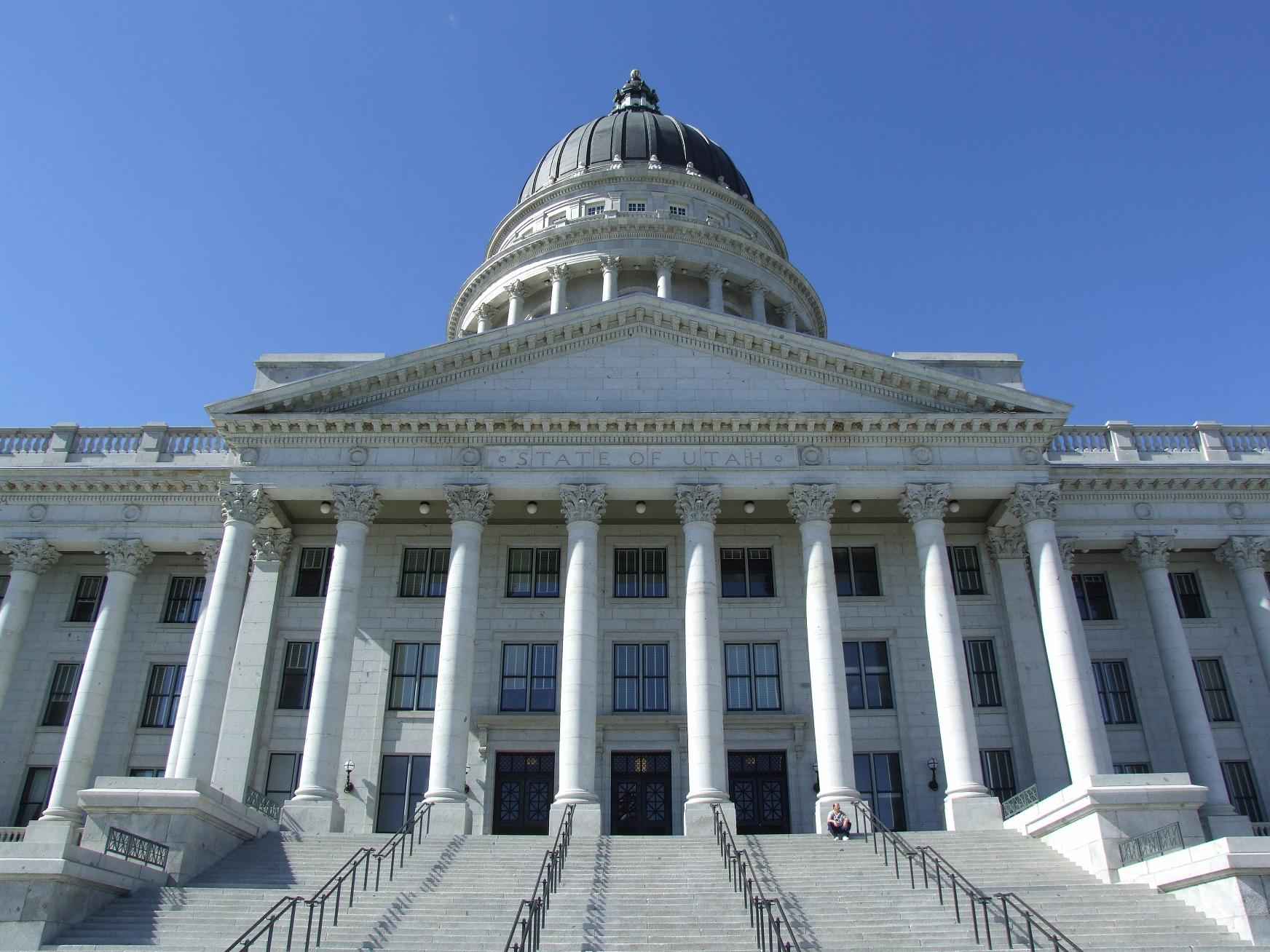
La entrada sur

La arquitectura del capitolio se inspiró en la arquitectura clásica y algunos periódicos locales compararon los primeros diseños con el Partenón de Grecia. Muchos de los detalles del edificio se basan en el estilo corintio, en el que la formalidad, el orden, la proporción y la línea son elementos esenciales del diseño. El edificio mide 123 m de largo, 73,2 m de ancho, y la cúpula mide 76,2 m alto.
El exterior está construido con granito de Utah (cuarzo monzonita extraído en el cercano Little Cottonwood Canyon), al igual que otros lugares emblemáticos de Salt Lake City, como el Templo de Salt Lake y el Centro de conferencias LDS. La fachada de piedra es simétrica, con cada lado organizado alrededor de una entrada central con frontón. Cincuenta y dos columnas corintias, cada una de 9,8 m de altura por 1,1 m de diámetro sentados en un podio de cimientos expuestos, rodean los lados sur (frente), este y oeste del capitolio.

### Interior
El interior del edificio tiene cinco plantas (cuatro plantas principales y un sótano). El capitolio está decorado con muchas pinturas y esculturas que representan la historia y el patrimonio de Utah, incluidas las estatuas de Brigham Young, primer gobernador territorial, y Philo T. Farnsworth, nativo de Utah y desarrollador de la televisión electrónica. Los suelos están hechos de mármol de Georgia.

#### Sótano
El sótano ha sido profundamente remodelado a lo largo de los años, y gran parte de la mitad este del sótano ha sido reemplazada por aisladores de base (que están destinados a hacer que el edificio sea más resistente a los terremotos). Debido a la pendiente del terreno debajo del edificio, la mitad occidental del capitolio todavía contiene un sótano completo, con aisladores de base debajo. Durante la restauración de 2004-2008 se construyó una terraza que rodea el edificio en los lados este, oeste y sur; esta terraza extendió el nivel del sótano más allá de las paredes originales. Hoy en día, el sótano alberga oficinas de mantenimiento y seguridad, espacio mecánico y de almacenamiento, varias salas de conferencias y reuniones, la Oficina de Imprenta Legislativa, la Sala de Bill y un gimnasio. La Asociación Capitol Hill, un grupo de cabilderos políticos, también alquila un espacio en el sótano para un salón.

#### Primer piso

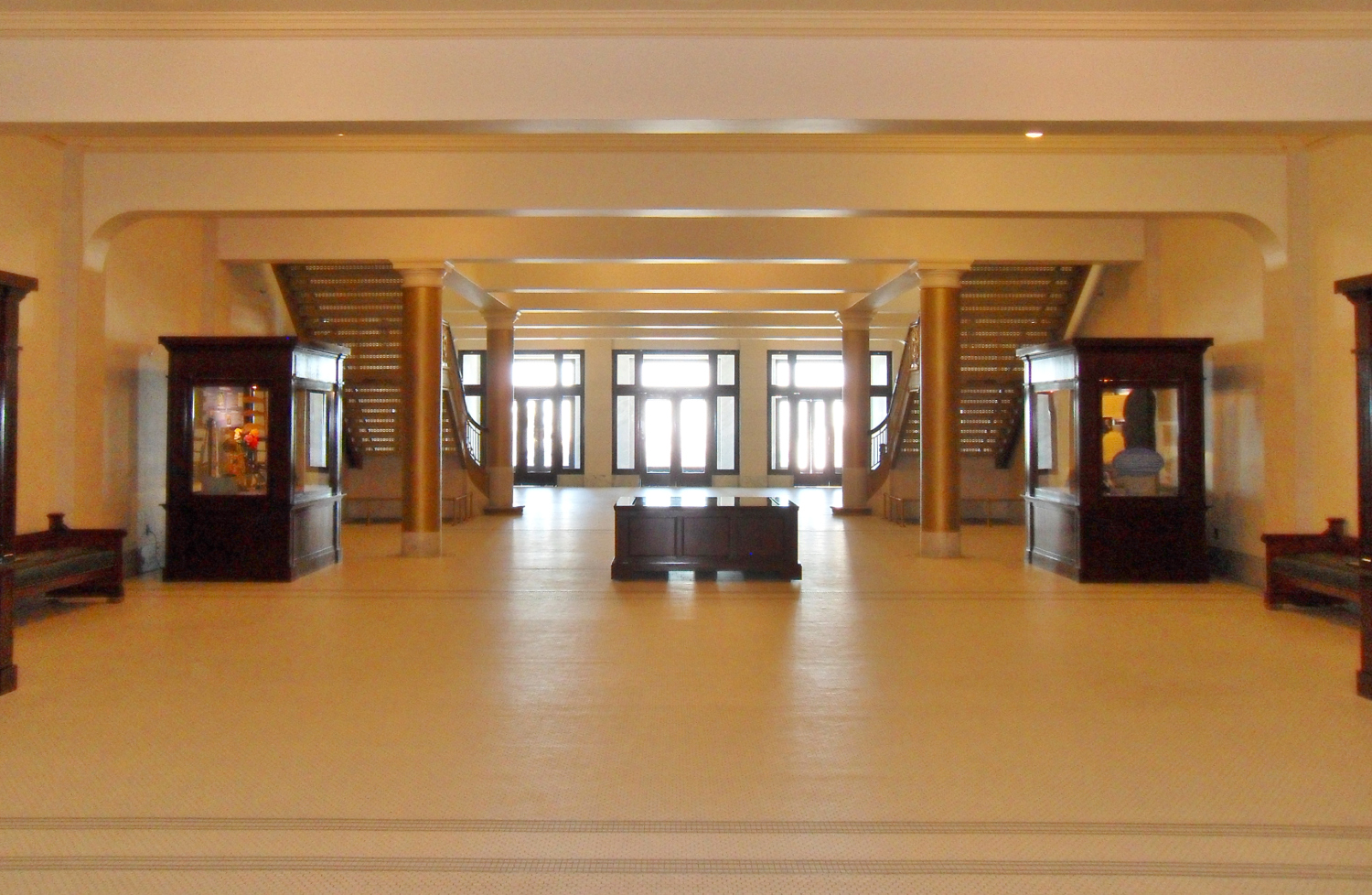
El primer piso

El primer piso, o planta baja, fue el primero que se completó y tiene la menor cantidad de trabajo de acabado decorativo. Las escaleras exteriores en los extremos este y oeste del edificio conducen a este nivel, frente a los escalones del frente que conducen directamente al segundo piso. Cuando se completó por primera vez en 1916, la planta baja era principalmente un gran espacio de exhibición abierto que abarcaba toda la longitud del edificio, mientras que las oficinas se construyeron en las cuatro esquinas de este nivel. El techo debajo de la rotonda de arriba está hecho de vidrio (que también sirve como piso de arriba) y permite que la luz del segundo piso ilumine también la planta baja. Con el tiempo, las grandes áreas abiertas de la planta baja fueron tapiadas y divididas, extendiendo las oficinas al espacio público. Ahora, la planta baja todavía contiene muchas de las exhibiciones del capitolio e incluye un pequeño centro de visitantes y una tienda de regalos.

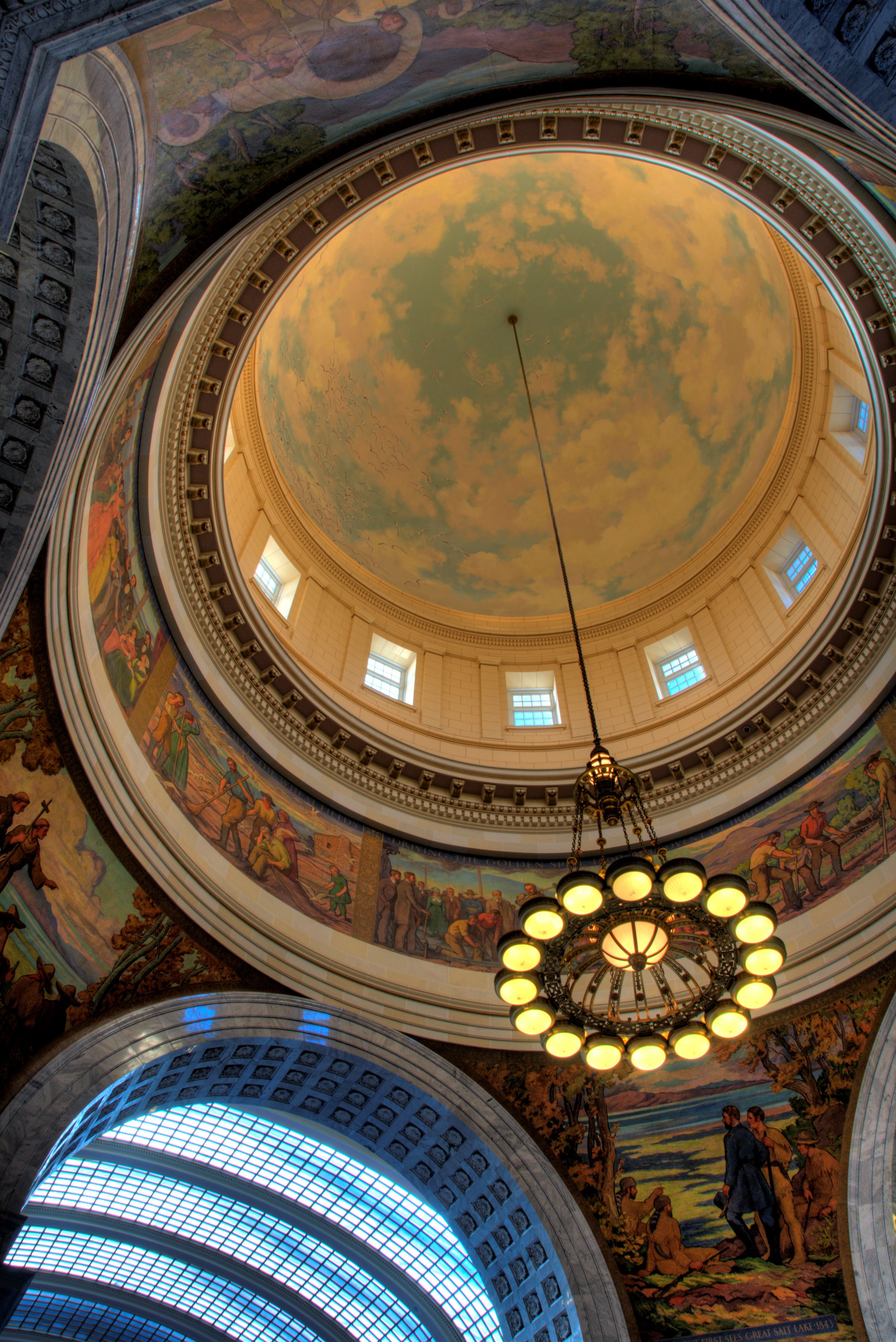
El interior de la rotonda y la cúpula

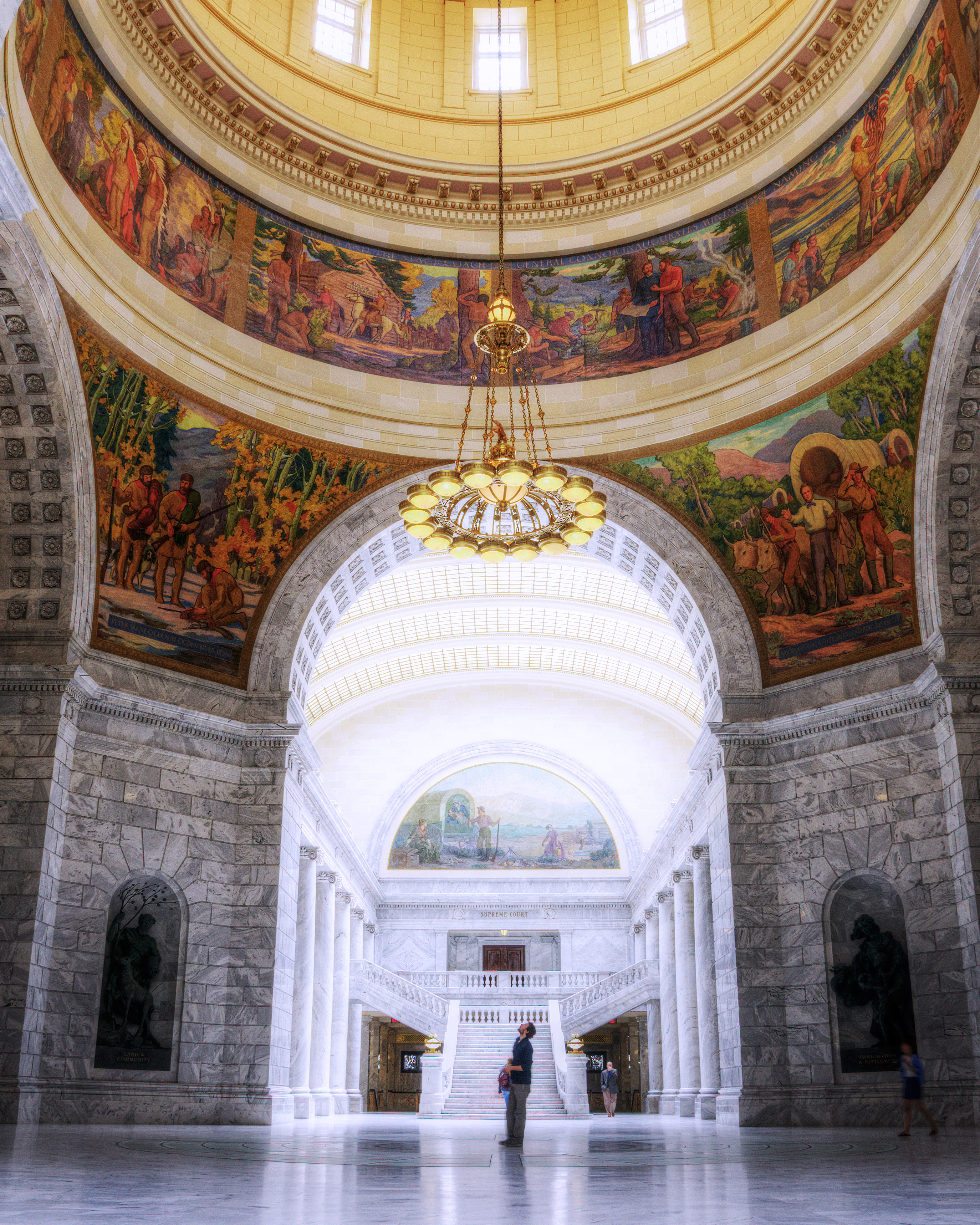
La Rotonda y escaleras al segundo piso al fondo.

El segundo piso, a menudo denominado planta principal, ha conservado gran parte de su apariencia histórica. Este piso también sirve como el primer nivel de la rotonda de tres pisos y los atrios laterales. La rotonda ocupa el centro del edificio, debajo de la cúpula. El techo interior de la cúpula, que alcanza los 50,3 m sobre el suelo, incluye una gran pintura del artista William Slater. El mural incluye gaviotas volando entre las nubes, y fue elegido porque la gaviota de California es el ave oficial del estado de Utah y representa el Milagro de las gaviotas de la historia de Utah. También dentro de la cúpula hay un ciclorama, con ocho escenas de la historia de Utah, incluida la conducción del Golden Spike y el nombramiento de Ensign Peak ; los personajes en las escenas del ciclorama miden aproximadamente 3 m alto. Cuando se inauguró el capitolio en 1916, el ciclorama estaba en blanco y no se pintó hasta la década de 1930, como un proyecto de Works Progress Administration (WPA).
La cúpula está sostenida por arcos artesonados cubiertos de mármol, que se asientan sobre cuatro pechinas. Cada uno de esos arcos representa una escena de la historia de Utah, incluida la exploración de Utah por John C. Frémont, la expedición Domínguez-Escalante, la trampa de pieles realizada por Peter Skene Ogden y, por último, la llegada de los pioneros mormones liderados por Brigham Young. En la parte inferior de las pechinas que rodean la rotonda hay nichos que contienen estatuas. Los nichos son originales del edificio, pero hasta la restauración permanecieron vacíos. Antes de las renovaciones, tres artistas, Eugene L. Daub, Robert Firmin y Jonah Hendrickson recibieron el encargo de crear estatuas para llenarlas. Las cuatro estatuas, cada una de aproximadamente 3,4 m alto y conocido colectivamente como "Los Grandes Utah" representan Ciencia y Tecnología, Tierra y Comunidad, Inmigración y Asentamiento, junto con las Artes y la Educación. Suspendido del techo de la cúpula se encuentra el candelabro original que pesa 1.360 kg (La cadena que lo sostiene pesa 453 kg). El candelabro es una copia exacta de uno que cuelga en el Capitolio del Estado de Arkansas, y durante el proceso de restauración Arkansas envió varios difusores de vidrio de época a Utah para reemplazar los rotos que se encuentran en su candelabro.

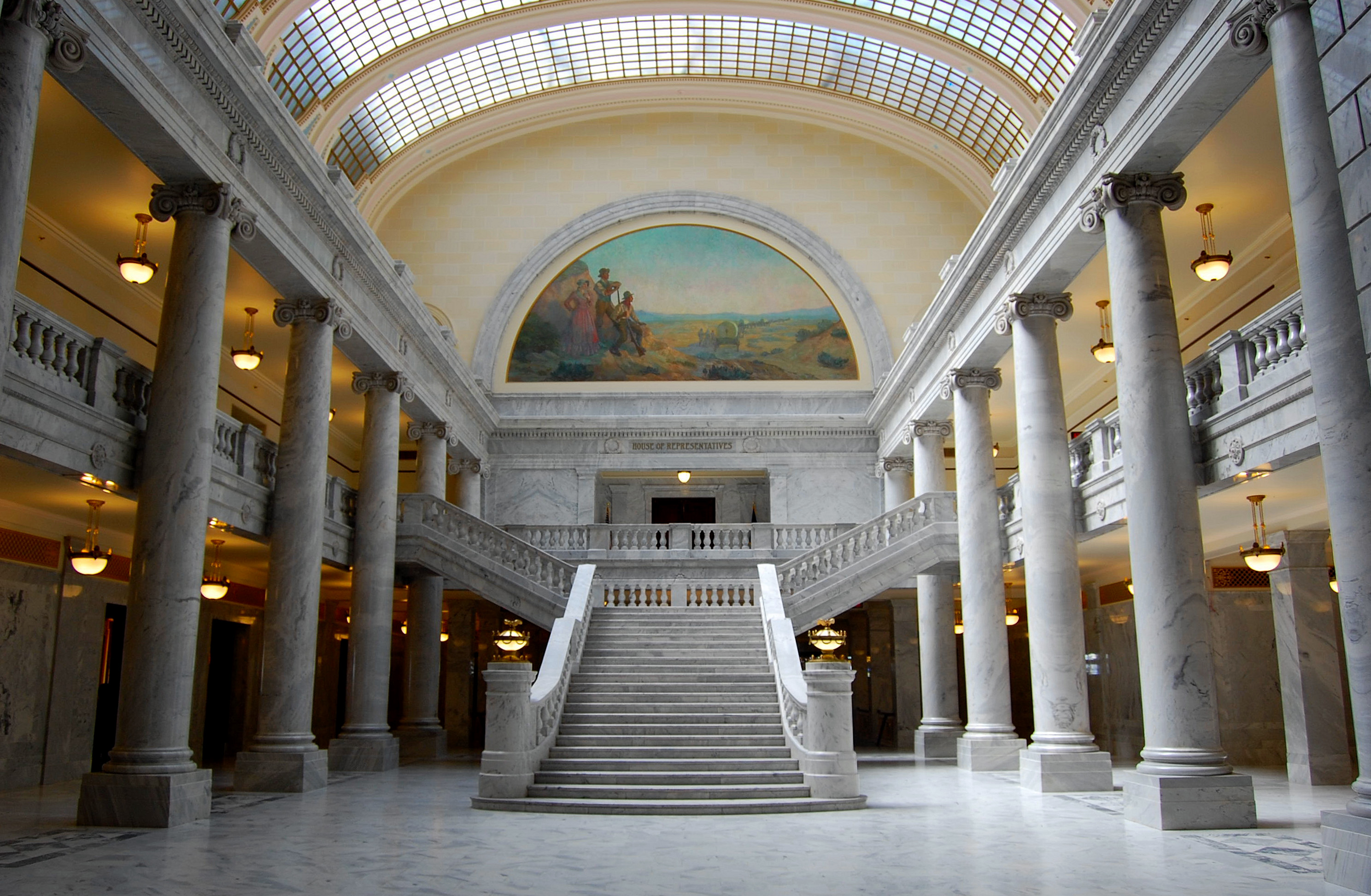
El segundo piso, que muestra el atrio oeste.

Flanqueando los lados este y oeste de la rotonda se encuentran los atrios, que contienen grandes tragaluces que permiten que la luz solar ingrese a las áreas públicas. Alrededor de los atrios hay dos niveles de balcones que se apoyan en veinticuatro columnas monolíticas de estilo jónico. Al final de cada atrio hay una escalera de mármol y un mural. El mural arqueado en el extremo oeste, sobre la entrada a la Cámara de la Cámara, se titula El Paso de los Carros, mientras que el mural en el extremo este, sobre la entrada de la Corte Suprema, se conoce como la Virgen del Carro. Ambos murales fueron un tributo a los primeros pioneros y fueron las primeras obras de arte encargadas en el capitolio, firmadas por Girard Hale y Gilbert White.
La sala de recepción estatal, o sala de oro, también se encuentra en este piso, y se utiliza a menudo para entretener a los dignatarios visitantes. La sala de oro recibe su nombre del uso extensivo de pan de oro en su decoración. El techo contiene una pintura titulada Children at Play del artista neoyorquino Lewis Schettle. La mayoría de los acabados y muebles de la habitación se importaron de Europa, incluida la mesa de nogal ruso, y varias sillas están tapizadas con tela de coronación de Isabel II. Justo al oeste de la sala de oro, está la oficina del gobernador.

#### Tercer piso
El tercer piso, también conocido como piso legislativo, contiene las cámaras de la Cámara y el Senado, junto con la Corte Suprema. Cuando el edificio se completó por primera vez, la esquina noreste de este piso contenía la biblioteca, que desde entonces ha sido reubicada, y el área dividida en oficinas más pequeñas. Al final del área del atrio oeste está la entrada a la Cámara de Representantes. La Cámara está compuesta por 75 miembros, que sirven términos de dos años y representan aproximadamente a 40,000 ciudadanos cada uno. Durante la restauración, la cámara de la casa fue restaurada a los colores de pintura originales y alfombras de época. Se instalaron pantallas de plasma de 261 cm en el frente de la cámara para los procesos de votación y presentaciones, un sistema primero en su tipo en una capital estatal. Se crearon nuevos escritorios, basados en los originales, pero ahora dejan espacio para la tecnología moderna, como impresoras y computadoras. El techo de la cámara es un gran tragaluz, que permite que la luz natural ilumine la habitación. La cámara también presenta cuatro murales pintados en las calas redondeadas del techo, dos de los cuales (este y oeste) son originales de los edificios, mientras que los otros dos fueron pintados durante la renovación. El mural del este, titulado El sueño de Brigham Young fue pintado por el artista neoyorquino Vincent Aderente y muestra a Young de pie cerca del Templo de Salt Lake y sosteniendo sus planos. El mural del este, titulado Descubrimiento del Gran Lago Salado, muestra a Brigham Young conversando con Jim Bridger sobre el Gran Lago Salado, y es obra de A. E. Foringer. El mural del norte muestra a Seraph Young, residente de Utah, votando en la primera elección de Utah luego de la concesión del sufragio femenino en el territorio. El mural sur muestra a los hermanos Engen construyendo su primer salto de esquí, lo que representa la importancia de la recreación al aire libre para la economía de Utah. El Salón de la Casa, ubicado directamente detrás de la cámara, fue restaurado a su tamaño y configuración originales, y amueblado con alfombras y muebles de época.
La cámara del Senado, que alberga el Senado del Estado de Utah, está ubicada en la parte norte del ala central. El Senado está compuesto por 29 miembros, que sirven por períodos de cuatro años. Los senadores se sientan mirando al norte, hacia el orador. La cámara se amplió durante la renovación, quitando las paredes a cada lado, abriendo lo que eran pasillos al piso de la cámara. Al igual que la cámara de la Cámara, la Cámara del Senado fue restaurada con colores de pintura originales y muebles de época. Dentro de la cámara se incluyen tres murales, el primero es original del edificio y fue pintado en toda la parte superior de la pared frontal. El mural, conocido como políptico, es un paisaje de AB Wright y Lee Greene Richards que muestra el lago Utah, ubicado a 45 minutos en automóvil al sur de la capital, en el condado de Utah. Durante la restauración, se pintaron dos nuevas pinturas, del artista de Logan Keith Bond. El mural oriental, titulado Huertos a lo largo de las colinas, muestra las montañas Wasatch del norte de Utah. El mural occidental, titulado Ancestral Home muestra una ruina anasazi entre las colinas de roca roja del sur de Utah.
La sala de la Corte Suprema está ubicada en el extremo este del edificio. Actualmente, la cámara solo se utiliza con fines ceremoniales, ya que la Corte Suprema de Utah se trasladó al Palacio de Justicia Scott M. Matheson en el centro de Salt Lake City en 1998.

#### Cuarto piso
Tanto históricamente como después de su renovación, el cuarto piso contiene las galerías de observación tanto para la cámara como para el senado, junto con varias oficinas y salas de comisiones. Gran parte del piso está abierto a los pisos inferiores, lo que permite a los visitantes mirar hacia abajo en el tercer o segundo piso en varios lugares. Cuando se inauguró el capitolio, este piso también se usó como galería de arte, y actualmente contiene varias exhibiciones pequeñas junto con una estatua de Philo Farnsworth, un desarrollador de televisión y nativo de Utah.

## Terrenos y complejo del Capitolio

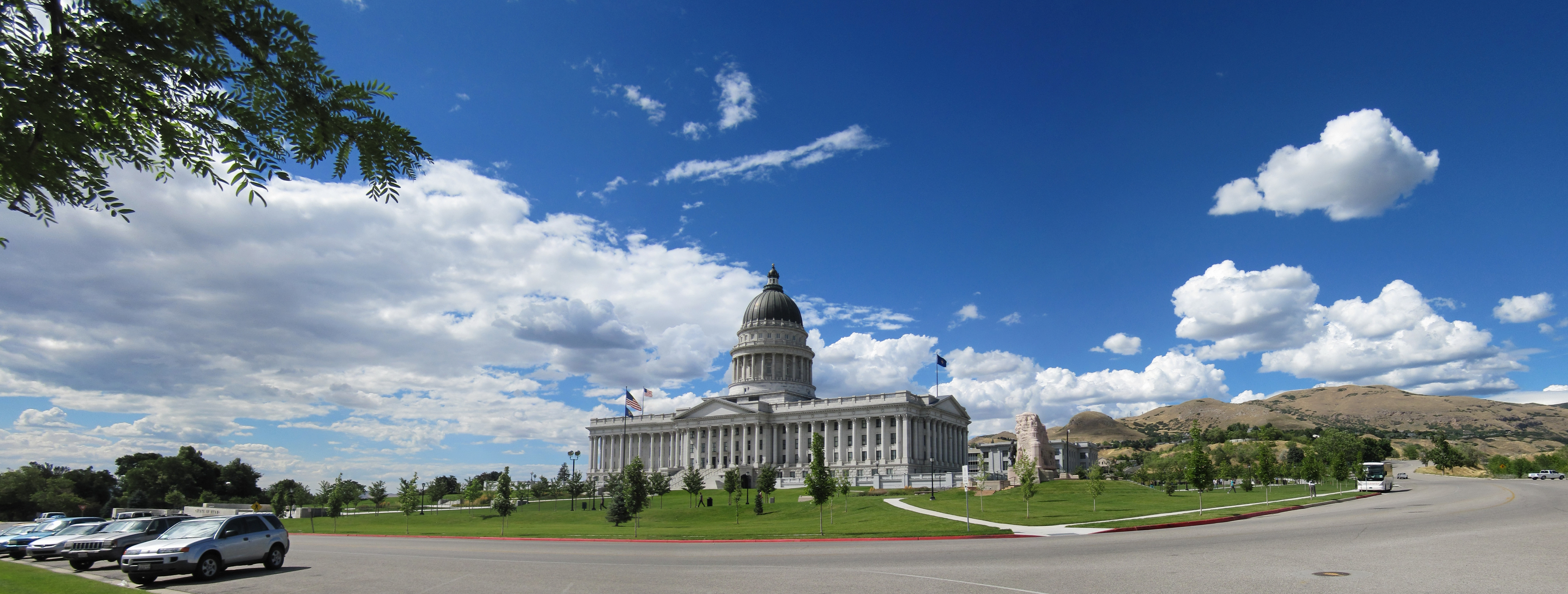
El Capitolio de Utah y terrenos del sur. El monumento del Batallón Mormón está a la derecha, y el monumento en forma de obelisco en la cima de Ensign Peak es apenas visible a la derecha del monumento del Batallón Mormón.

El edificio del capitolio es la pieza central de 161.874 m² trama que también incluye un monumento a la guerra de Vietnam, un monumento a la aplicación de la ley de Utah y un monumento dedicado al Batallón Mormón. Las renovaciones agregaron una nueva plaza, una piscina reflectante y dos edificios de oficinas, así como un estacionamiento subterráneo. Los terrenos cuentan con plantas, arbustos y árboles nativos de Utah, así como buenas vistas de Salt Lake City, Salt Lake Valley y Wasatch Front.

### Otros edificios

#### Edificio de oficinas estatales
En la década de 1950, el capitolio estaba llegando a su capacidad máxima y había poco espacio para ampliar las oficinas en el edificio sin realizar cambios drásticos en el diseño histórico. Como resultado, la legislatura estatal asignó 3 millones de dólares (equivalente a 25,7 millones de dólares de la actualidad) para construir un nuevo edificio de oficinas, ubicado a unos 106 m directamente al norte del capitolio. También se creó un nuevo plan maestro durante el proceso de diseño que especificaba la creación de una nueva plaza que conectaría los dos edificios y cubriría una nueva instalación de estacionamiento subterráneo. Los otros estacionamientos del complejo se ampliaron y se construyó un taller de mantenimiento para vehículos estatales. El nuevo plan también reservó espacio para la construcción de dos edificios de oficinas más en los lados este y oeste de la plaza. El nuevo edificio fue diseñado por Scott & Beecher Architecture, y era más pequeño que el edificio del capitolio, pero contenía mucho más espacio de trabajo utilizable. Los planos terminados se completaron y se presentaron al estado durante noviembre de 1958. La construcción del nuevo edificio comenzó con una ceremonia de inauguración celebrada el 8 de marzo de 1959. Debido a que el nuevo plan requirió una gran cantidad de trabajo de excavación, la tierra removida se usó para construir el terreno para la Interestatal 15, también en construcción durante ese período. Una vez terminado el edificio, se dedicó el 9 de junio de 1961. El edificio está programado para su demolición en 2021, ya que no es adecuado para resistir un terremoto y el costo de la demolición fue menor que el de modernizar la estructura. Las oficinas que anteriormente se encontraban en la estructura comenzaron a mudarse en enero de 2020 al antiguo edificio de American Express en Taylorsville, que se construyó en la década de 1980. El edificio en 2700 West junto a la Interestatal 215 se encuentra junto al laboratorio de criminalística estatal y la sede del Departamento de Transporte de Utah (UDOT) y recientemente se sometió a una remodelación interior.

##### Edificio de casa
Localizado en el lado del oeste del capitol complejo, la Rebecca D. Lockhart Alberga Construir principalmente sirve como la ubicación para el número grande de oficinas para miembros de la Cámara de Representantes de Utah. El piso más bajo del edificio contiene varias habitaciones de comité y el piso superior alberga la Oficina de Búsqueda Legislativa y Consejo General.

#### Edificio del Senado
Ubicado en el lado este del complejo del capitolio, el Edificio del Senado Este tiene oficinas adicionales para los miembros del Senado de Utah. El piso principal también tiene The State Room, un comedor para el Capitol Café, y el segundo piso contiene dos salas de comité. Ubicado debajo de este edificio se encuentra el salón privado para cabilderos, administrado por la Asociación de Cabilderos de Capitol Hill.

### Obra de arte
Las obras de arte en los terrenos incluyen:
- Estatua de Daniel C. Jackling por Avard Fairbanks
- Monumento a Edward Harriman
- Estatua de Thomas L.Kane de Ortho Fairbanks
- Estatua de Martha Hughes Cannon por Laura Lee Stay Bradshaw
- Estatua de Marriner S. Eccles por Mark DeGraffenried
- Vietnam, Camboya y Laos Veterans Memorial con una de bronce estatua de un soldado por Clyde Ross Morgan y una pared circular por Mark Davenport

Hay 22 estatuas, monumentos y placas, con espacios designados para varios más.